# Jan Paterek
Jan Zygmunt Paterek (ur. 1942, zm. 7 czerwca 2021) – polski gitarzysta, wykładowca akademicki, prof. dr hab.

## Życiorys
W 1968 ukończył studia wychowania muzycznego w Akademii Muzycznej w Łodzi, a w 1974 studia na Wydziale Instrumentalnym Akademii Muzycznej w Katowicach. Obronił pracę doktorską, następnie uzyskał stopień doktora habilitowanego. 31 marca 1993 nadano mu tytuł profesora w zakresie sztuk muzycznych. 
Został zatrudniony na stanowisku profesora zwyczajnego w Katedrze Organów, Akordeonu i Gitary na Wydziale Instrumentalnym Akademii Muzycznej im. Stanisława Moniuszki w Gdańsku.
Zmarł 7 czerwca 2021.

## Odznaczenia i wyróżnienia
- 2001: Złoty Krzyż Zasługi[1]
- 2011: Nagroda Prezydenta Miasta w Dziedzinie Kultury[1]